# Polixena

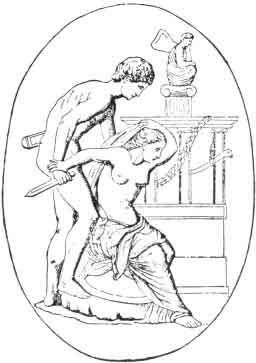
Políxena morre pela mão de Neoptólemo sobre o túmulo de Aquiles.

Polixena (ou Políxena) na mitologia grega, era uma princesa troiana.

## Família
Príamo, rei de Troia, com sua segunda esposa, Hécuba, teve vários filhos, Heitor, o mais velho, seguido de Páris (também chamado de Alexandre), Creúsa, Laódice, Polixena e Cassandra. No texto atribuído a Dares da Frígia, são incluídos outros filhos de Príamo e Hécuba: Deífobo, Heleno e Troilo, mas Laódice não é listada.
Príamo era filho de Laomedonte e sua mãe poderia ser Strymo, filha do Escamandro, Pacia, filha de Otreus ou Leucipe. Hécuba poderia ser filha de Dymas, de Cisseus ou do rio Sangário com Metope.

## Descrição
Polixena era delicada, alta e muito bonita; seu pescoço era fino, seus olhos amáveis e seus cabelos eram louros e longos, seu corpo bem proporcional,  suas pernas eram retas e seus pés eram os melhores. Ela superava todas as outras mulheres em beleza, e era engenhosa e de bom coração.

## Encontro com Aquiles
No primeiro aniversário da morte de Heitor, quando Príamo, Hécuba, Polixena e outros troianos foram ao túmulo do herói, Aquiles viu a beleza de Polixena, e se apaixonou por ela. Ele propôs a Hécuba que, se ele tivesse Polixena por esposa, levaria de volta para casa seus mirmidões. Hécuba concordou com o plano, mas Príamo não, porque não fazia sentido casar sua filha com um inimigo, e isto não faria os demais gregos terminarem a guerra. Príamo propôs que o casamento seria feito se fosse combinado com um acordo de paz com todos os gregos. Aquiles então lamentou que, por causa de uma mulher (Helena) toda a Europa e a Grécia estavam em guerra, com várias pessoas tendo morrido, e que a liberdade deles estava em perigo, por isso era preciso fazer a paz.
Durante a trégua que se seguiu à morte de Palamedes, Aquiles, que se recusava a lutar e ainda estava apaixonado por Polixena, disse que a guerra começou por causa de uma mulher, e que era preciso fazer uma paz permanente.

## Casamento com Aquiles
Após a morte de Heitor e de Troilo, Hécuba, desejando se vingar de Aquiles, fez um plano traiçoeiro com seu filho Alexandre. Eles chamaram Aquiles, em nome de Príamo, para o templo de Apolo, onde Polixena seria dada em casamento a Aquiles. Aquiles foi ao templo acompanhado de Antíloco, filho de Nestor, e foi atacado à traição por Alexandre e os mais bravos troianos, que estavam no templo desde a noite anterior. Aquiles e Antíloco lutaram bravamente, mas terminaram ambos por serem mortos por Alexandre. Alexandre queria entregar os corpos para serem comidos por aves e cães, mas Heleno os tirou do templo e entregou aos gregos.

## Morte
Durante o saque de Troia, Hécuba deu Polixena para que Eneas a protegesse. Quando Neoptólemo, filho de Aquiles, não encontrou Polixena, a causa da morte do seu pai, ele enviou Antenor a Eneas, como condição para que os troianos pudessem partir.
Polixena foi entregue a Agamenão, que a entregou a Neoptólemo. Este assassinou-a sobre o túmulo de seu pai Aquiles, cortando-lhe o pescoço.

## Representações
No santuário de Delfos, Polignoto havia pintado cenas da captura de Troia, em uma delas são representadas as cativas Andrômaca, Medesicaste e Polixena, as duas primeiras com capuzes, mas Polixena com o cabelo amarrado à moda das virgens.
O sacrifício de Polixena estava representado em pintura na Acrópolis de Atenas, entre outras pinturas que o geógrafo Pausânias atribuiu a Polignoto. Além de Atenas, Pausânias também viu este sacrifício representado em Pérgamo.